# Joseph Sheridan
Joseph Sheridan tros vara den som uppfann drinken Irish Coffee 1943.
Han anställdes 1942 som restaurangchef på Foynes port i County Limerick på västra Irland. Foynes var sedan 1939 mellanlandningsplats och tankställe för den transatlantiska sjöflygplanstrafiken. Sheridan insåg att passagerarna behövde något både varmt och stärkande i väntan på att tankningen skulle genomföras och färden fortsätta. Han uppfann Irish Coffee 1943 som snabbt blev populär och spred sig till USA och övriga Europa. Efter 2047 transatlantiska flygningar via Foynes ersattes sjöflygtrafiken av normala marklandande flygplan 1945, och Foynes roll som mellanlandningsplats övertogs av närbelägna Rineanna Airport (senare namnändrat till Shannon Airport).
Joseph Sheridan har fått ge namn åt en bar på Shannon Airport samt även åt en Irish Coffee-likör.